# The Virginian (1946)
The Virginian, (bra Suprema Decisão; prt Justiça do Sul), é um filme de faroeste estadunidense de 1946, realizado por Stuart Gilmore, produzido pela Paramount Pictures, com argumento de Frances Goodrich, Albert Hackett e Howard Estabrook, baseado no livro homônimo de Owen Wister. Protagonizado por Joel McCrea, Brian Donlevy e Sonny Trufts.

## Sinopse
Quando Molly Wood (Barbara Britton) chega a terras do Sul para ser a nova professora, um rancheiro (McCrea) e seu melhor amigo Steve (Sonny Tufts) são atraídos por ela, e começam a disputar o seu amor. Com o intuito de fazer dinheiro fácil, Steve alia-se com um bando chefiado por um poderoso corrupto. O rancheiro terá que escolher entre salvar ou entregar o amigo. Quando é ferido ao perseguir o cruel líder do bando, ele arrisca perder Molly, que está dividida ente fugir da selvageria do Oeste e o amor de seu caubói.

## Elenco
- Joel McCrea - O homem de Virgínia
- Brian Donlevy - Trampas
- Sonny Tufts - Steve Andrews
- Barbara Britton - Molly Wood
- Fay Bainter - Mrs. Taylor
- Tom Tully - Nebraska
- Henry O'Neill - Mr. Taylor
- Bill Edwards - Sam Bennett
- William Frawley - Honey Wiggen
- Paul Guilfoyle - Shorty
- Marc Lawrence - Pete
- Vince Barnett - Baldy